# Ary Fontoura
Ary Beira Fontoura OMC (Curitiba, 27 de janeiro de 1933) é um ator, poeta, escritor, diretor teatral e blogueiro brasileiro, tendo participado em mais de 50 telenovelas na Rede Globo. Ele já recebeu três Prêmios APCA, um Troféu Imprensa, três Mambembes e duas indicações ao Grande Otelo. Em 2018 foi laureado com o Troféu Mário Lago pelo conjunto da obra.
Interpretou personagens como o professor de botânica Baltazar Câmara de O Espigão, o sinistro professor Aristóbolo Camargo de Saramandaia; o avarento Nonô Correia de Amor com Amor Se Paga; o prefeito emblemático Florindo "Seu Flô" Abelha de Roque Santeiro; o ator Nero Petraglia de Bebê a Bordo; o autoritário coronel Artur da Tapitanga de Tieta; o deputado corrupto Pitágoras de A Indomada e Porto dos Milagres; o misterioso Silveirinha de A Favorita; o prefeito falido Isaías "Zazá" Junqueira de Morde & Assopra; e o seu personagem Dr. Lutero de Amor à Vida. No teatro, seus últimos trabalhos foram nas peças O Comediante, de Joseph Meyer, e Num Lago Dourado, de Mark Rydell. Nesta última, Ary Fontoura foi indicado na categoria Melhor Ator ao Prêmio Shell de Teatro.
Durante a pandemia de COVID-19, Fontoura começou a compartilhar vídeos divertidos e momentos de seu dia-dia no Instagram. Seus registros fizeram sucesso, e o ator ganhou o título de "blogueirinho da terceira idade", conquistando 1 milhão de seguidores a partir de 2020; No mesmo ano, ingressou no aplicativo TikTok. Em entrevistas, Fontoura contou que a carreira de influenciador surgiu de forma despretensiosa, com o único intuito de divertir os fãs durante o isolamento e aproximar-se deles.

## Biografia
Ary Fontoura nasceu na capital paranaense, filho de Antônio Beira Fontoura, um professor de ascendência inglesa e portuguesa, e Estelita Travisani, uma dona de casa de origem italiana. Em Curitiba, estudou no Colégio Estadual do Paraná.

## Carreira

### Vida profissional
Em 1961, foi "descoberto" pela produção da primeira série feita para TV no Brasil — O Vigilante Rodoviário — da qual participou de um episódio filmado em Curitiba e Vila Velha no Paraná, onde residia.[carece de fontes?]
Em 2011, despontou na trama de Morde & Assopra como o prefeito falido Isaías "Zazá" Junqueira, casado com a fútil Minerva (Elizabeth Savalla) e pai da mimada Alice (Marina Ruy Barbosa) e do divertido homossexual Áureo (André Gonçalves). Além de ter sua atuação muito elogiada, Zazá Junqueira tornou-se um personagem inesquecível e segundo ele mesmo, um dos principais da sua carreira.[carece de fontes?]
Em 2012, interpretou o tradicional Coriolano em Gabriela. No ano seguinte, encarna mais um papel de destaque, desta vez como o solidário médico Dr. Lutero em Amor à Vida.[carece de fontes?]
Em 2016, interpretou o fazendeiro Quinzinho em Êta Mundo Bom, novela das 6 da Rede Globo, escrita por Walcyr Carrasco.
Em 2018, interpretou o Barão de Ouro Verde, Afrânio Cavalcante, em Orgulho e Paixão, novela das 6 da Rede Globo, escrita por Marcos Bernstein.

### Influencer digital
Durante o isolamento social, por conta da pandemia de COVID-19, Ary tornou-se mais ativo em suas redes sociais. Seus posts e reels divertidos e descontraídos no Instagram fizeram sucesso entre seus seguidores, e em pouco tempo o ator conquistou mais fãs, ganhando o apelido de "blogueirinho da terceira idade" e investindo em mais vídeos TikTok e Kwai também. Em 2021, Ary foi indicado ao Melhores do Ano como 'Personalidade Digital', mas perdeu para Juliette Freire.

### Vida pessoal
Em 2020, assumiu-se gay, após a atriz Maria Zilda ter revelado sua sexualidade.

## Filmografia

### Televisão
| Ano     | Título                                   | Papel                                   | Nota                                                                       |
| ------- | ---------------------------------------- | --------------------------------------- | -------------------------------------------------------------------------- |
| 1962    | O Vigilante Rodoviário                   | Bandido                                 | Episódio: "Aventura em Vila Velha"                                         |
| 1965    | Rua da Matriz                            |                                         |                                                                            |
| 1968    | Passo dos Ventos                         | Professor de Vivien                     | Participação                                                               |
| 1969    | A Ponte dos Suspiros                     | Pedro Aretino                           |                                                                            |
| 1969    | Rosa Rebelde                             | Conde                                   |                                                                            |
| 1970    | Assim na Terra como no Céu               | Rodolfo Augusto                         |                                                                            |
| 1971    | O Cafona                                 | Profeta                                 |                                                                            |
| 1971    | Faça Humor, Não Faça Guerra              | Vários personagens                      |                                                                            |
| 1971    | Bandeira 2                               | Apolinário Gusmão                       |                                                                            |
| 1972    | Comédia Especial                         | Fantasma                                | Episódio: "Era uma Vez, um Fantasma"                                       |
| 1972    | Caso Especial                            | Molière                                 | Episódio: "Tartufo, o Impostor"                                            |
| 1972    | Caso Especial                            | Caldas                                  | Episódio: "Mirandolina"                                                    |
| 1972    | Caso Especial                            | Padre                                   | Episódio: "Sétimo Céu"                                                     |
| 1972    | Uma Rosa com Amor                        | Afrânio                                 |                                                                            |
| 1973    | Caso Especial                            | Carlos Borges Miranda                   | Episódio: "Gente Pobre, Gente Rica"                                        |
| 1973    | Caso Especial                            | Passageiro                              | Episódio: "Quatro Passos Entre as Nuvens"                                  |
| 1973    | O Semideus                               | Mauro                                   |                                                                            |
| 1974    | O Espigão                                | Baltazar Camará                         |                                                                            |
| 1975    | Gabriela                                 | Dr. Pelópidas Clóvis Costa              |                                                                            |
| 1976    | Anjo Mau                                 | Paquerador de Nice                      | Participação                                                               |
| 1976    | Saramandaia                              | Professor Aristóbulo Camargo            |                                                                            |
| 1977    | À Sombra dos Laranjais                   | Tomé Caldas (Estopim)                   |                                                                            |
| 1977    | Nina                                     | Fialho                                  |                                                                            |
| 1978    | Dancin' Days                             | Ubirajara Martins Franco                |                                                                            |
| 1979    | Memórias de Amor                         | Mânlio                                  |                                                                            |
| 1979    | Marron Glacê                             | Ernani                                  |                                                                            |
| 1979    | Carga Pesada                             | Coriolano                               | Episódio: "A Suspeita"                                                     |
| 1980    | Plumas e Paetês                          | Raul Resende                            |                                                                            |
| 1980    | Sítio do Picapau Amarelo                 | Mágico Mandarino                        | Episódio: "Não Era uma Vez..."                                             |
| 1980    | O Bem Amado                              | Juiz                                    | Episódio: "O Julgamento de Dirceu Borboleta"                               |
| 1981    | Plantão de Polícia                       |                                         | Episódio: "O Caminho das Estrelas"                                         |
| 1981    | Jogo da Vida                             | Célio Barros (Celinho)                  |                                                                            |
| 1982    | Paraíso                                  | Padre Bento                             |                                                                            |
| 1983    | Guerra dos Sexos                         | Dinorá Carneiro (Dino)                  |                                                                            |
| 1984    | Amor com Amor Se Paga                    | Nonô Correia                            |                                                                            |
| 1985    | Roque Santeiro                           | Prefeito Florindo Abelha (Seu Flô)      |                                                                            |
| 1986    | Hipertensão                              | Romeu                                   |                                                                            |
| 1986    | Quarta Nobre                             | De Paula                                | Episódio: "Negro Léo"                                                      |
| 1987    | Expresso Brasil                          | Vários personagens                      |                                                                            |
| 1988    | Bebê a Bordo                             | Nero Petraglia                          |                                                                            |
| 1989    | Tieta                                    | Coronel Arthur da Tapitanga             |                                                                            |
| 1990    | Araponga                                 | General Perácio                         |                                                                            |
| 1992    | Deus Nos Acuda                           | Félix Goulart                           |                                                                            |
| 1992    | Você Decide                              |                                         |                                                                            |
| 1993    | Agosto                                   | Ipojuca                                 |                                                                            |
| 1994    | A Viagem                                 | Tibério Souto                           |                                                                            |
| 1995    | Engraçadinha: Seus Amores e Seus Pecados | Dono do bar                             |                                                                            |
| 1995    | Caso Especial                            | Aderaldo                                | Episódio: "A Farsa da Boa Preguiça"                                        |
| 1996    | Vira Lata                                | Aurélio Botelho Wanderpetrokovtz        |                                                                            |
| 1997    | A Indomada                               | Deputado Pitágoras William Mackenzie    |                                                                            |
| 1998    | Meu Bem Querer                           | Delegado Néris Ferreira de Souza        |                                                                            |
| 1998    | Didi e o Avarento                        | Dr. Fernando                            | Especial de fim de ano                                                     |
| 1998    | Didi Malasartes                          | Rei                                     | Especial de fim de ano                                                     |
| 1999    | Vila Madalena                            | Elpídio Menezes (Menêz)                 |                                                                            |
| 1999    | Sai de Baixo                             | Geraldo Berrante                        | Episódio: "O Auto da Enlouquecida"                                         |
| 2000    | Sai de Baixo                             | Pereira                                 | Temporada 5                                                                |
| 2001    | Porto dos Milagres                       | Deputado Pitágoras William Mackenzie    |                                                                            |
| 2001–05 | Sítio do Picapau Amarelo                 | Coronel Teodorico de Menezes            | Temporadas 1–5                                                             |
| 2003    | Chocolate com Pimenta                    | Ludovico Canto e Melo                   |                                                                            |
| 2004    | A Diarista                               | Heródoto                                | Episódio: "Mata o Véio"                                                    |
| 2007    | Sete Pecados                             | Romeu Albuquerque                       |                                                                            |
| 2008    | A Favorita                               | Francisco Silveira (Silverinha)         |                                                                            |
| 2009    | Caras & Bocas                            | Jacques Michel Conti                    |                                                                            |
| 2010    | A Cura                                   | Dr. Turíbio Guedes                      |                                                                            |
| 2011    | Morde & Assopra                          | Isaías Junqueira Alves (Zazá)           |                                                                            |
| 2012    | As Brasileiras                           | Jardel Castorino                        | Episódio: "A Inocente de Brasília"                                         |
| 2012    | Gabriela                                 | Coronel Coriolano Ribeiro               |                                                                            |
| 2013    | Amor à Vida                              | Dr. Lutero Moura Cardoso                |                                                                            |
| 2016    | Êta Mundo Bom!                           | Joaquim Pereira (Quinzinho)             |                                                                            |
| 2017    | Dois Irmãos                              | Abelardo Reinoso                        |                                                                            |
| 2018    | Orgulho e Paixão                         | Afrânio Cavalcante, Barão de Ouro Verde |                                                                            |
| 2019    | A Dona do Pedaço                         | Dr. Antero Valadares                    |                                                                            |
| 2020–21 | Salve-se Quem Puder                      | Ele mesmo                               | Episódio: "22 de fevereiro" Episódio: "3 de março" Episódio: "24 de junho" |
| 2021    | Sob Pressão                              | Arnaldo                                 | Episódio: "1 de setembro"                                                  |
| 2023    | Família Paraíso                          | Dr. Pet                                 | Episódio: "O Doutor"                                                       |
| 2023    | Fuzuê                                    | Lampião Ferreira / Lumière              |                                                                            |
| 2023    | Fim                                      | Seu Vitor                               |                                                                            |
| 2024    | Tributo                                  | Ele mesmo                               | Episódio: "Ary Fontoura"                                                   |
| 2025    | Caldeirão com Mion                       | Mestre do Jogo                          | Quadro: Super Dupla                                                        |
| 2025    | Coisa de Novela                          | Ele mesmo                               | Especial 60 anos da Globo                                                  |
| 2025    | Tributo                                  | Ele mesmo                               | Episódio: "Walcyr Carrasco"                                                |
| 2025    | Êta Mundo Melhor!                        | Joaquim Pereira (Quinzinho)             |                                                                            |

### Cinema
| Ano  | Titulo                              | Papel                     | Nota                                   |
| ---- | ----------------------------------- | ------------------------- | -------------------------------------- |
| 2025 | Velhos Bandidos                     | Rodolfo                   |                                        |
| 2025 | Coisa de Novela                     | Ary                       |                                        |
| 2024 | Patos!                              | Tio Dan (voz)             | Dublagem                               |
| 2022 | O Lendário Cão Guerreiro            | Xogum (voz)               | Dublagem                               |
| 2022 | Red: Crescer é uma Fera             | Sr. Gao (voz)             | Dublagem                               |
| 2017 | Polícia Federal: A Lei É para Todos | Luiz Inácio Lula da Silva |                                        |
| 2015 | Meu Amigo Hindu                     | Dudu                      |                                        |
| 2010 | A Suprema Felicidade                | Padre                     |                                        |
| 2009 | O Sol do Meio Dia                   |                           |                                        |
| 2009 | Se Eu Fosse Você 2                  | Padre Henrique            |                                        |
| 2008 | Guerra dos Rocha                    | Dona Ondina Rocha (Dina)  |                                        |
| 2006 | Se Eu Fosse Você                    | Padre Henrique            |                                        |
| 2006 | Xuxa Gêmeas                         | Dr. Júlio César Dourado   |                                        |
| 2005 | Terra Incógnita                     |                           |                                        |
| 1997 | Ed Morte                            | Nogueira                  |                                        |
| 1981 | O Torturador                        |                           |                                        |
| 1981 | O Beijo                             |                           |                                        |
| 1980 | Os Sete Gatinhos                    | Dr Portela                |                                        |
| 1976 | Mar de Rosas                        |                           |                                        |
| 1975 | Motel                               | Camilo                    |                                        |
| 1974 | Banana Mecânica                     |                           |                                        |
| 1973 | Os Mansos                           |                           | segmento: "O Homem dos Quatro Chifres" |
| 1971 | Um Uísque Antes, Um Cigarro Depois  | Otávio                    | segmento: "Um Uísque Antes"            |
| 1971 | A Serpente                          |                           |                                        |
| 1969 | Os Paqueras                         | Marido de Suzy            |                                        |
| 1969 | Massacre no Supermercado            |                           |                                        |
| 1968 | Até que o Casamento nos Separe      | Vicente                   |                                        |
| 1968 | Os Raptores                         |                           |                                        |
| 1967 | As Sete Faces de Um Cafajeste       | Afonso                    |                                        |
| 1961 | O Vigilante Rodoviário              |                           |                                        |

## Teatro
- 1964 - Mister Sexo - de João Bittencourt, com direção de João Bittencourt[1]
- 1964 - Caiu, Primeiro de Abriu - de Raul da Matta, com direção de Sadi Cabral
- 1964 - Como Vencer na Vida Sem Fazer Força - de Frank Loesser e Abe Burrows, com direção de Harry Woolever e Sergio de Oliveira
- 1966 - Música, Divina Comédia - inspirado em A Noviça Rebelde, de Robert Wise, com direção de Harry Woolever e Sergio de Oliveira
- 1966 - Onde Canta o Sabiá? - de Gastão Tojeiro, com direção de Paulo Afonso Grisolli
- 1967 - Rastros Atrás - de Jorge Andrade, com direção de Gianni Ratto
- 1967 - A Úlcera de Ouro - de Hélio Bloch, com direção de Leo Jusi
- 1968 - Secretíssimo - de Marc Camoletti, com direção de Fábio Sabag
- 1968 - Dr. Getúlio, Sua Vida, Sua Glória - de Ferreira Gullar e Dias Gomes, com direção de José Renato
- 1968 - Jornada de Um Imbecil Até o Entendimento - de Plínio Marcos, com direção de João das Neves
- 1968 - O Inspector Geral - de Nicolai Gogol, com direção de Benedito Corsi
- 1969 - Crime Perfeito - de Frederick Knott, com direção de Antonio de Cabo
- 1969 -  Catarina da Rússia - de Alfonso Paso, com direção de Antonio de Cabo
- 1969 - Meu Bem, Como Posso Escutar Você com a Torneira Aberta? - de Robert Anderson, com direção de Antonio de Cabo
- 1970 - Tem Banana na Banda - de Oduvaldo Vianna, Millor Fernandes, José Wilker e outros, com direção de Kleber Santos
- 1971 - Alice no País Divino, Maravilhoso! - de Paulo Afonso Grisolli, Tite de Lemos e Sidney Miller, com direção de Paulo Afonso Grisolli
- 1972 - Os Caras de Pau - de Ary Fontoura, com direção de Ary Fontoura
- 1972 - O Peru - de Georges Feydeau, com direção de José Renato
- 1973 - Querido, Agora Não - de Ray Cooney, com direção de Sergio Viotti
- 1974 - O Camarada Miossov - de Valentim Kataiev, com direção de Fabio Sabag
- 1974 - O Estranho - de Edgar da Rocha Miranda, com direção de João Bittencourt
- 1974 - A Mulher de Todos Nós - de Henri Becker, tradução de Millor Fernandes, com direção de Fernando Torres
- 1974 - O Ministro e a Vedete - com direção de Geraldo Queiroz
- 1975 - Mamãe, Papai tá Ficando Roxo - de Oduvaldo Vianna, com direção de Walter Avancini
- 1976 - Alta Rotatividade - com Leila Cravo, Rogéria e Agildo Ribeiro
- 1976 - Divórcio, Cupim da Sociedade - de Max Nunes e Hilton Marques, com direção de Gracindo Junior
- 1976 - Arlequim, Servidor de Dois Amos - de Goldoni, com direção de José Renato
- 1978 - Ópera do Malandro - de Chico Buarque, com direção de Luís Antônio Martinez Corrêa
- 1979 - Rasga Coração - de Oduvaldo Vianna Filho, com direção de José Renato
- 1980 - Mãos ao Alto, Rio! - de Paulo Goulart, com direção de Aderbal Freire Junior
- 1983 -  Rei Lear - de William Shakespeare, tradução de Millor Fernandes, com direção de Celso Nunes
- 1984 - Assim É, Se lhe Parece - de Luigi Pirandello, com direção de Paulo Betti
- 1986 - Sábado, Domingo, Segunda - de Edoardo de Fellipo, com direção de José Wilker
- 1988 - Drácula – de Bram Stoker - com direção de Ary Fontoura
- 1989 - Moça, Nunca Mais - de Ary Fontoura e Júlio Bressane, com direção de Ary Fontoura
- 1990 - Corações Desesperados - de Flávio de Souza, com direção de Jorge Fernando
- 1995 - Corra, Que Papai Vem Aí - de Sam Bobrick e Ron Clark, com direção de Ary Fontoura
- 2001 - A Diabólica Moll Flanders - de Daniel Defoe, com adaptação e direção de Charles Möeller e Cláudio Botelho
- 2005 - Marido de Mulher Feia Tem Raiva de Feriado - de Paulo Afonso de Lima e Ary Fontoura, com direção de Ary Fontoura
- 2014 - O Comediante - de Joseph Meyer, com direção de José Wilker e Anderson Cunha[5]
- 2017 - Num Lago Dourado - de Mark Rydell, com direção de Elias Andreato[37]

#### Shows
- Machado’s Holiday - Boite Fred's, Rio, direção de Carlos Machado
- It’s a Mad, Mad, Mad Hollywood - Boite Fred’s, Rio, direção de Carlos Machado
- As Pussy, Pussy, Cats - escrito por Sérgio Porto, Boite Fred’s, Rio, direção de Carlos Machado
- Festival do Stanislau - escrito por Sérgio Porto, Boite Fred’s, Rio, direção de Carlos Machado
- Graça do Bonfim - Golden Room do Copacabana Palace, direção de Carlos Machado
- Deu Bode na TV - Boite Macumba, Rio, direção de Carlos Machado
- Motel Business - escrito e dirigido por Carlos Machado, Boite Macumba, Rio
- Os Caras de Pau - escrito por Ary Fontoura, dirigido por Fernando Pinto, excursão por todo o Brasil
- A Coisa está Preta - escrito por Ary Fontoura para apresentar em Montreal, Canadá

## Prêmios e indicações
| Ano  | Premiação                                             | Categoria                             | Nomeação                    | Resultado |
| ---- | ----------------------------------------------------- | ------------------------------------- | --------------------------- | --------- |
| 1984 | Troféu Mambembe                                       | Melhor Ator                           | Rei Lear                    | Venceu    |
| 1985 | Troféu Associação Paulista de Críticos de Arte (APCA) | Melhor Ator em Televisão              | Amor com Amor Se Paga       | Venceu    |
| 1985 | Troféu Mambembe                                       | Melhor Ator Coadjuvante               | Assim é, se lhe parece      | Venceu    |
| 1986 | Troféu Imprensa                                       | Melhor Ator                           | Roque Santeiro              | Indicado  |
| 1986 | Troféu Mambembe                                       | Melhor Ator                           | Sábado, Domingo e Segunda   | Venceu    |
| 1998 | Troféu Associação Paulista de Críticos de Arte (APCA) | Melhor Ator em Televisão              | A Indomada                  | Venceu    |
| 1998 | Troféu Imprensa                                       | Melhor Ator                           | A Indomada                  | Venceu    |
| 1999 | Troféu Associação Paulista de Críticos de Arte (APCA) | Melhor Ator em Teatro                 | Corra, Que Papai Vem Aí!    | Venceu    |
| 2005 | Vitória Cine Vídeo - Festival Internacional de Cinema | Melhor Ator                           | Terra Incógnita             | Venceu    |
| 2006 | Prêmio Qualidade Brasil                               | Prêmio Especial                       | Homenagem                   | Venceu    |
| 2008 | Prêmio Arte Qualidade Brasil                          | Melhor Ator Coadjuvante               | A Favorita                  | Indicado  |
| 2008 | Prêmio Minha Novela                                   | Melhor Ator Coadjuvante               | A Favorita                  | Venceu    |
| 2008 | Prêmio Extra de Televisão                             | Melhor Ator Coadjuvante               | A Favorita                  | Indicado  |
| 2008 | Melhores do Ano                                       | Melhor Ator Coadjuvante               | A Favorita                  | Indicado  |
| 2009 | Prêmio Contigo! de TV                                 | Melhor Ator Coadjuvante               | A Favorita                  | Venceu    |
| 2009 | Grande Prêmio do Cinema Brasileiro                    | Melhor Ator                           | A Guerra dos Rocha          | Indicado  |
| 2009 | Prêmio ACIE de Cinema                                 | Melhor Ator                           | A Guerra dos Rocha          | Indicado  |
| 2010 | Grande Prêmio do Cinema Brasileiro                    | Melhor Ator Coadjuvante               | Se Eu Fosse Você 2          | Indicado  |
| 2010 | Prêmio Arte Qualidade Brasil                          | Melhor Ator Coadjuvante em Minissérie | A Cura                      | Indicado  |
| 2014 | Prêmio APTR de Teatro                                 | Conjunto da Obra                      | Homenagem                   | Venceu    |
| 2015 | Prêmio Cenym de Teatro                                | Melhor Ator                           | O Comediante                | Indicado  |
| 2017 | Prêmio Shell                                          | Melhor Ator                           | Num Lago Dourado            | Indicado  |
| 2018 | Prêmio APTR de Teatro                                 | Melhor Ator                           | Num Lago Dourado            | Venceu    |
| 2018 | Troféu Mário Lago                                     | Contribuição Artística                | Conjunto da Obra            | Venceu    |
| 2018 | Troféu UOL TV e Famosos                               | Melhor Ator                           | Orgulho e Paixão            | Indicado  |
| 2020 | Prêmio Área VIP                                       | Ícone da Mídia                        | Perfil do ator no Instagram | Venceu    |
| 2020 | Prêmio Arcanjo de Cultura                             | Redes                                 | Perfil do ator no Instagram | Indicado  |
| 2021 | Melhores do Ano                                       | Personalidade Digital                 | Perfil do ator no Instagram | Indicado  |
| 2021 | Digital Awards BR                                     | Influenciador destaque                | Perfil do ator no Instagram | Venceu    |
| 2021 | TikTok Awards                                         | Chegou brilhando                      | Perfil do ator no TikTok    | Venceu    |
| 2024 | Prêmio iBest                                          | Instagrammer do Ano                   | Ary Fontoura                | Pendente  |
| 2024 | Prêmio iBest                                          | Influenciador Paraná                  | Ary Fontoura                | Pendente  |